# Каменська сільська адміністрація
Ка́менська сільська адміністрація (каз. Каменка ауылдық әкімдігі, рос. Каменская сельская администрация) — адміністративна одиниця у складі Астраханського району Акмолинської області Казахстану. Адміністративний центр та єдиний населений пункт — село Каменка.
Населення — 553 особи (2021; 863 у 2009, 1023 у 1999, 1566 у 1989).
Станом на 1989 рік існувала Каменська сільська рада (село Каменка), з 1993 року — Каменський сільський округ, з 2013 року — сільська адміністрація.